# Livre des Ombres
Pour les articles homonymes, voir Le Livre des Ombres.

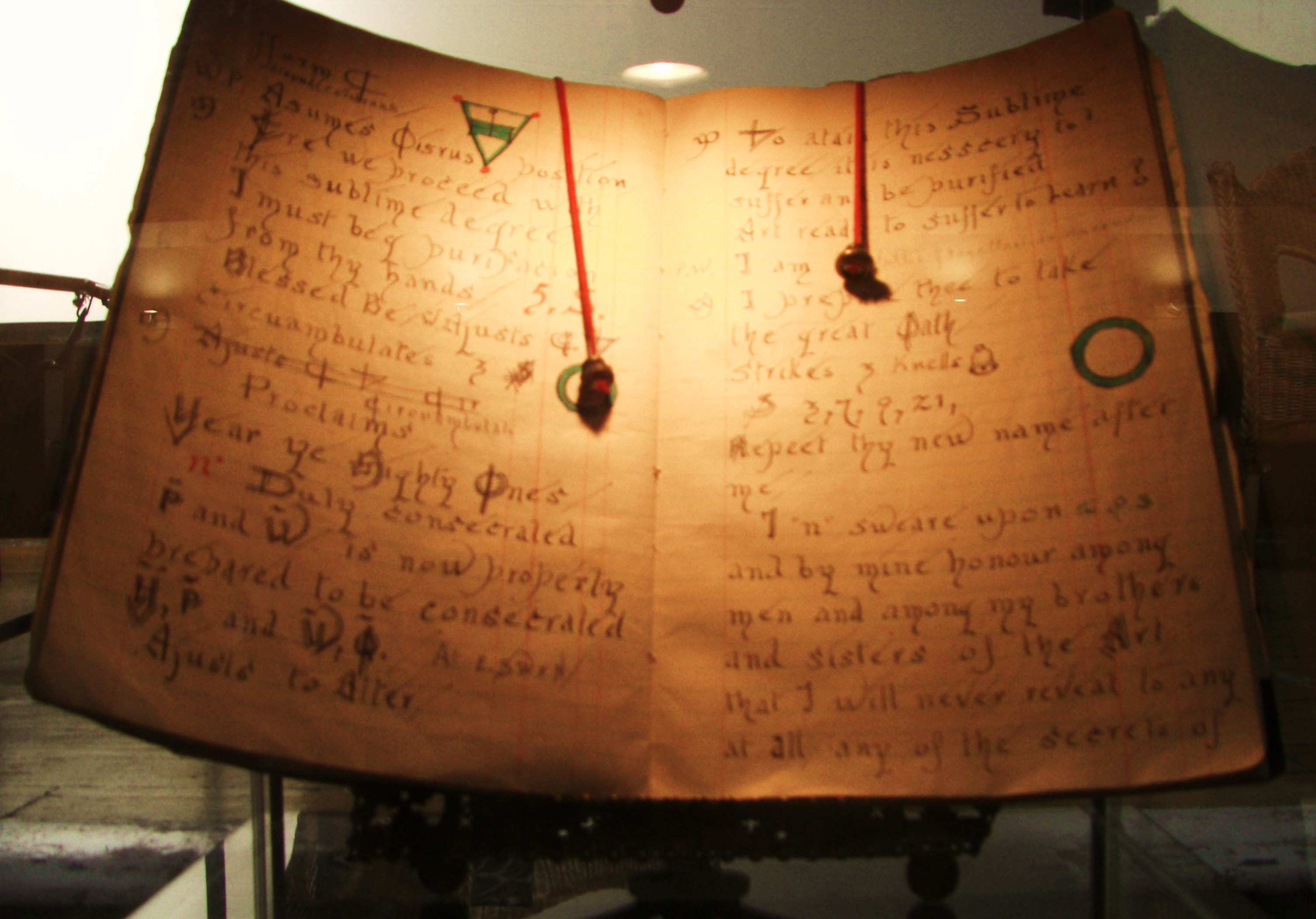
L'un des Livres des ombres de Gerald Gardner.

Le Livre des Ombres (Book of Shadows) est un recueil de textes magiques et religieux de Wicca, contenant les principaux rituels, pratiques magiques, l'éthique et la philosophie de la tradition wiccane. Il est habituellement copié à la main à partir du livre de la grande prêtresse initiatrice ou du grand prêtre, qui ont recopié le leur sur celui de leur initiateur. Dans le vocabulaire de la Wicca éclectique moderne, cependant, un Livre des ombres est plus un journal intime magique qu'un texte traditionnel. Dans le paganisme, il peut aussi être utilisé et ne se limite pas forcément à la Wicca qui est un type de néopaganisme plus récent.
Dans les formes de la lignée traditionnelle de la Wicca, plusieurs versions du Livre des ombres coexistent, leur contenu variant plus ou moins par rapport aux premières versions appartenant à Gerald Gardner, qui popularisa le premier la Wicca. Alors que Gardner semble l'avoir à l'origine considéré comme un journal intime, il tendit à devenir un texte religieux dans la plupart des traditions.

## Dans la Wicca traditionnelle
Gardner disait à ses étudiants du coven de Bricket Wood que le Livre des ombres était un livre de cuisine personnel rassemblant les charmes qui avaient fonctionné avec son propriétaire ; ils pouvaient copier son propre livre et y ajouter ou en déplacer des éléments à leur convenance. Bien que son propre livre ait été rédigé avec l'aide de Doreen Valiente, et inclut des textes provenant de différentes sources modernes, il compte aussi des parties écrites dans un style ancien (ou l'imitant), incluant des conseils pour les sorcières jugées et torturées. Gardner prétendait qu'il n'était pas loisible aux sorcières d'écrire quoi que ce soit jusqu'à une époque récente, pour éviter d'être incriminées. Quand les Livres des ombres furent permis, les rituels et les charmes devaient être écrits de manière contournée pour empêcher les non-initiés d'en faire usage.
Il y a de fortes chances que Gardner ait demandé aux trois lignées de ses successeurs de copier mot pour mot le livre de 1953, et les Wiccans descendant d'Eleanor Bone, Patricia Crowther et Monique Wilson (dont les versions du Livre des Ombres sont très différentes les unes des autres) ont cru pour une large part que le livre avait une provenance ancienne. Un manuscrit intitulé Ye Book of Ye Art Magical, rédigé par Gardner vers 1948 et retrouvé en 1991, semble être une première mouture du Livre des ombres. On peut y reconnaître les éléments des Clavicules de Salomon.
Les Gardneriens d'Amérique du Nord de la lignée de Long Island autorisent les covens à ajouter des rituels et des enseignements au livre, sans rien retirer du texte de départ.
Les Wiccans suivant la tradition d'Alex Sanders conservent deux Livres des ombres : un livre des principaux rituels qui ne change pas, et que recopient les nouveaux initiés ; et un autre livre pour l'usage rituel du coven, différent d'un groupe à l'autre et qui peut contenir des éléments supplémentaires. De tels éléments peuvent s'échanger entre covens.
Certains Wiccans gardent un Livre des Ombres personnel en plus de celui de leur tradition. Il est exclusivement réservé à l'usage individuel et ne se transmet pas d'un inité à l'autre.
L'expression Book of Shadows proviendrait de Gardner, qui l'aurait repris du titre d'un manuel de divination sanskrit, qui prédit l'avenir d'une personne à partir de la longueur de son ombre.

## Dans la Wicca éclectique
Dans les formes non-traditionnelles ou "éclectiques" de Wicca ou dans la pratique néo-païenne, l'expression Livre des Ombres sert le plus souvent à désigner un journal intime qu'un texte traditionnel. Ce journal conserve les rituels, les charmes et leurs effets, ainsi que d'autres informations sur la magie. Il peut appartenir à une personne seule ou à un coven, et se transmet souvent d'enseignant à élève. Dans plusieurs cas, ce type de Livre des ombres est un document électronique (disquette, CD-rom ou site web) au lieu d'un document manuscrit. Certains réservent le Livre des ombres pour les charmes et écrivent un livre séparé, parfois appelé le "Livre des Miroirs", pour recueillir leurs pensées, sentiments et expériences.

## Dans la culture populaire

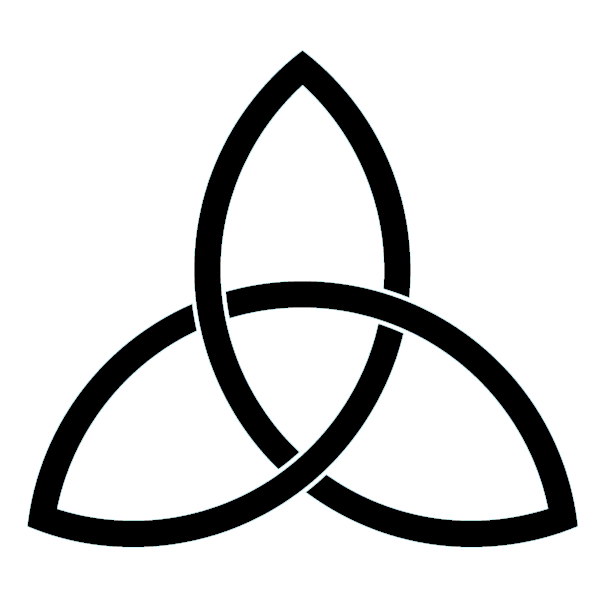
Triquetra

Un Livre des ombres fictif figure dans la série télévisée Charmed ; il ressemble peu au Livre des ombres wiccan en dehors de son nom, bien qu'il soit empli de la connaissance d'une lignée de sorcières. Il porte un "triquetra" sur la couverture et peut se protéger lui-même des démons.
Dans le film Dangereuse Alliance le Livre des ombres est décrit comme un livre dans lequel une sorcière garde ses "puissantes pensées".
Zakk Wylde, un guitariste de metal, a intitulé son album solo "Book of Shadows". Le groupe de power metal Dragonland a produit un cycle de deux albums nommé Book of Shadows.
La suite de 2000 du Projet Blair Witch est intitulée Book of Shadows: Blair Witch 2 - bien que le Livre lui-même n'apparaisse pas du tout.
Le premier volet de la série de romans Sorcière (Sweep, en version originale), de Cate Tiernan s'appelle Le Livre Des Ombres. Ce livre a aussi été édité, plus récemment, sous le nom de Wicca, et le livre des Ombres y est très présent.
Les second et troisième volets de la série de jeux vidéo Corpse Party (respectivement Corpse Party Book Of Shadows (sorti en 2011 au Japon et 2013 aux USA et en Europe) et Corpse Party Blood Drive (sorti en 2014 au Japon et 2015 aux USA et en Europe)) présentent un livre des ombres ayant été créé par des sorcières (la présence de sorcière Wicca est aussi abordé, mais il n'est pas dit si ce sont elles qui l'ont créé). L'apparence du livre est quant à elle est surtout inspirée par la trilogie Evil Dead et son Necronomicon.
Dans l'épisode 9 de la saison 3 de la série Supernatural, des sorcières se servent d'un Livre des ombres pour lancer des sorts.